# آموس مارشال
آموس مارشال (بالإنجليزية: Amos Marshall)‏ (10 يوليو 1849 في المملكة المتحدة - 3 أغسطس 1891) هو لاعب كريكت بريطاني (وحمل سابقاً جنسية المملكة المتحدة لبريطانيا العظمى وأيرلندا).